# Kriegsgräberstätte Donsbrüggen

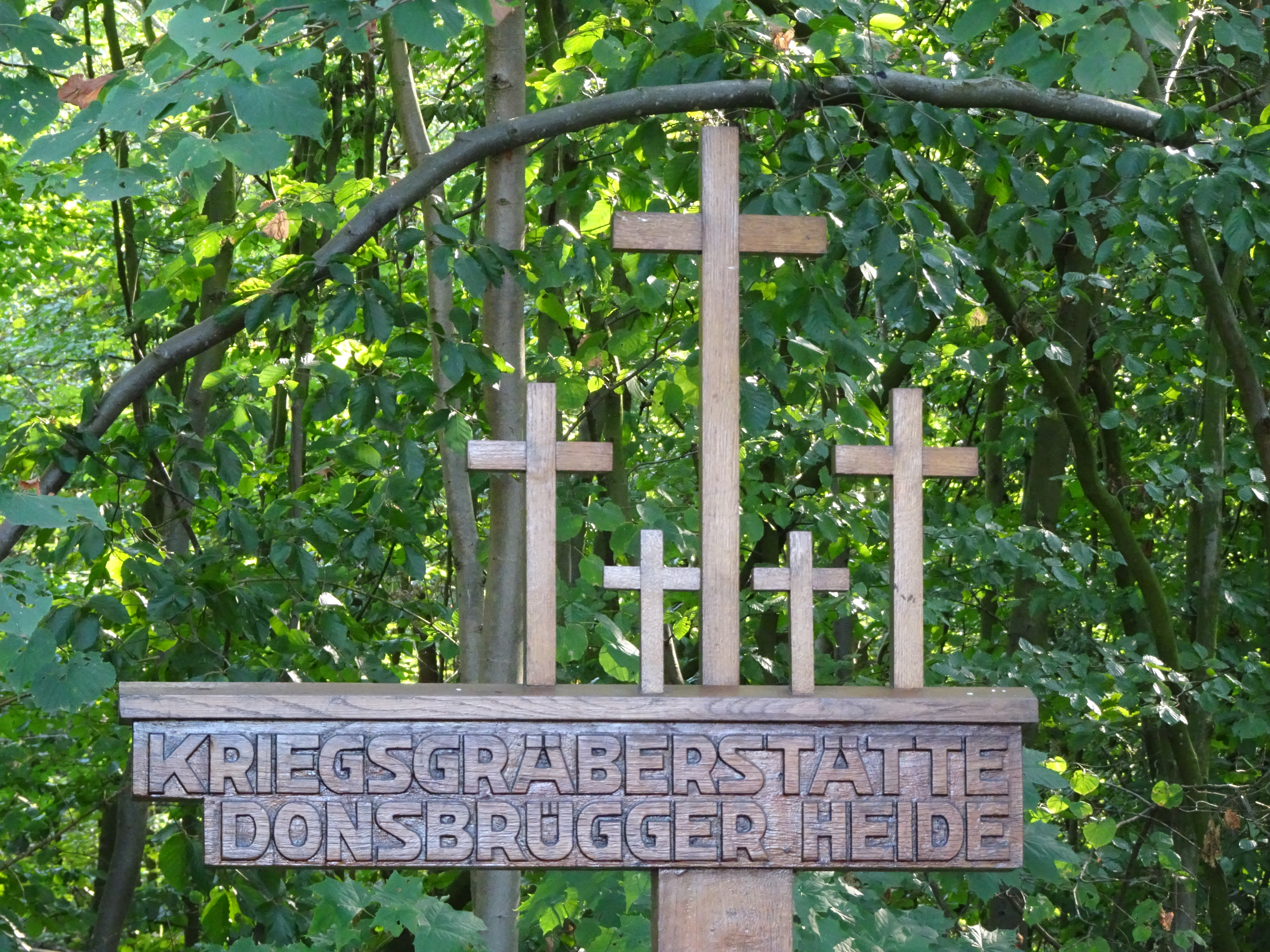
Kriegsgräberstätte Donsbrügger Heide

Die Kriegsgräberstätte Donsbrüggen befindet sich auf der Donsbrügger Heide in Donsbrüggen, Kleve. 
Hier ruhen insgesamt 2.718 Tote des Zweiten Weltkrieges, 2.421 in Einzelgräbern und 297 Unbekannte in einem Gemeinschaftsgrab.
Es handelt sich um gefallene oder in Klever Lazaretten verstorbene Soldaten, die aus allen Gebieten des damaligen Deutschen Reiches stammten sowie Opfer des Bombenangriffs auf Kleve am 7. Oktober 1944 (ca. 400 Tote) und Zwangsarbeiter verschiedener Nationen, die bei ihrem Einsatz am so genannten Westwall ums Leben kamen (ca. 200 Tote).

## Hintergrund
Der Volksbund Deutsche Kriegsgräberfürsorge hatte bereits 1946 nach verstreuten Gräbern in dieser Region gesucht. 1948 begann der Volksbund Deutsche Kriegsgräberfürsorge mit dem Bau. Die Einweihung war am 10. September 1950.
In Donsbrüggen wurden Tote aus den Orten Asperden, Donsbrüggen, Griethausen, Warbeyen, Hassum, Hommersum, Keeken, Kleve, Kranenburg, Luisendorf, Mehr, Niel, Pfalzdorf, Rindern, Till und Hasselt zusammengebettet.
Die Gefallenen der Alliierten liegen auf dem Britischen Ehrenfriedhof im Reichswald in Kleve.

## Beschreibung
Die Toten ruhen in Doppelreihen auf einer weiten Fläche. In der Mitte steht eine 6 m hohe Krypta, die sich über einem Gemeinschaftsgrab mit 40 unbekannten Toten erhebt.

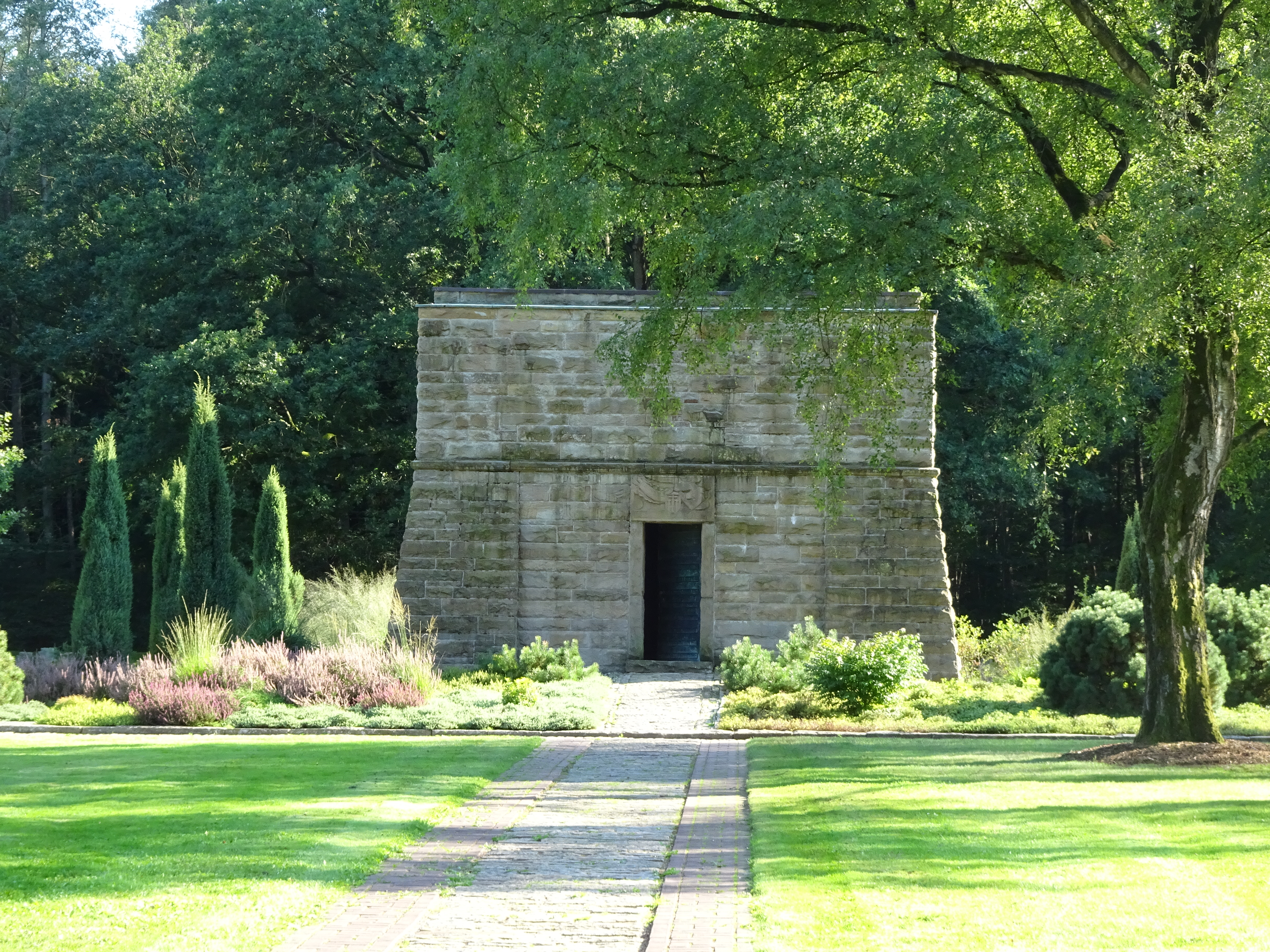
Mausoleum
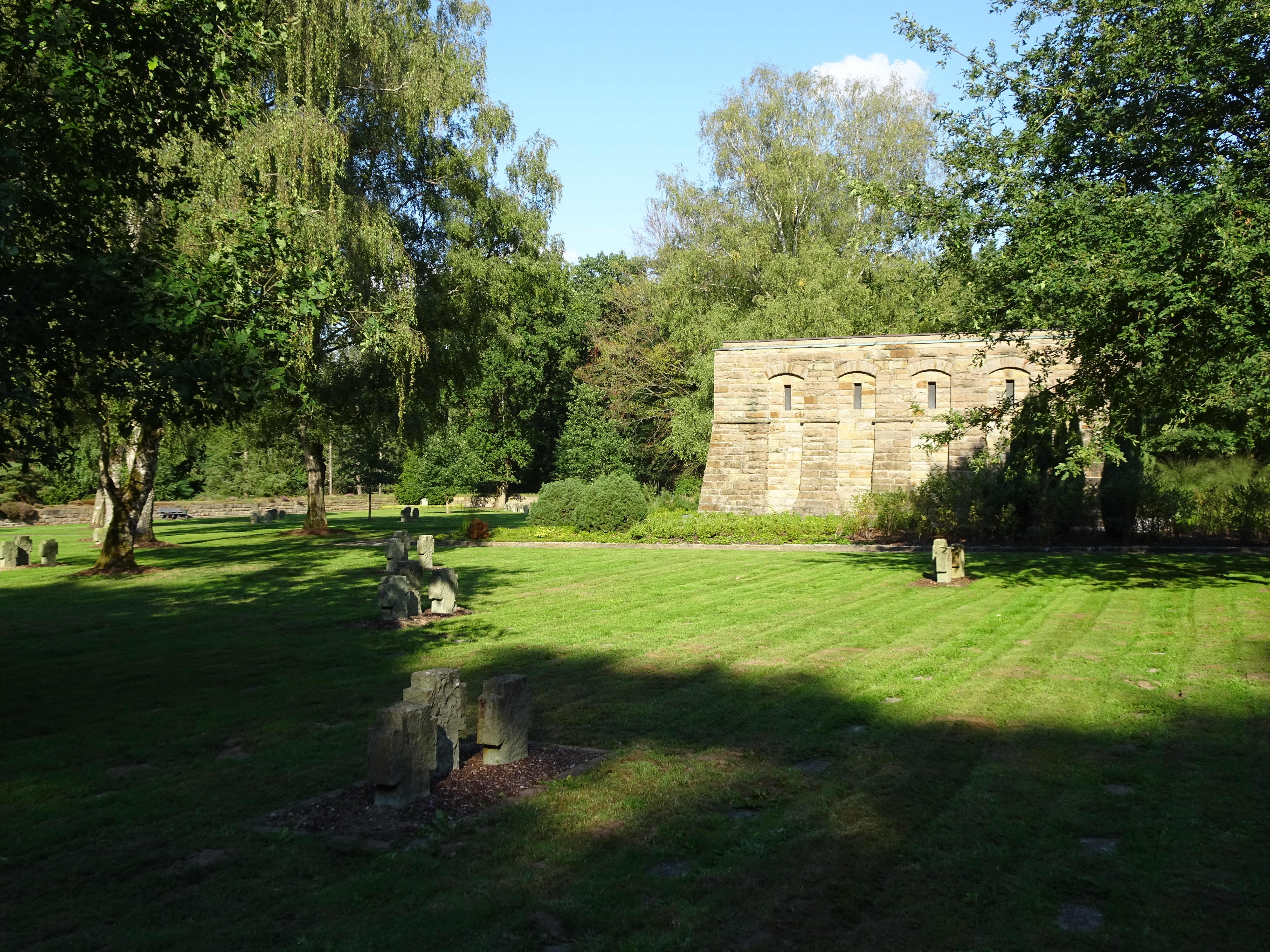
Mausoleum und Grabkreuze
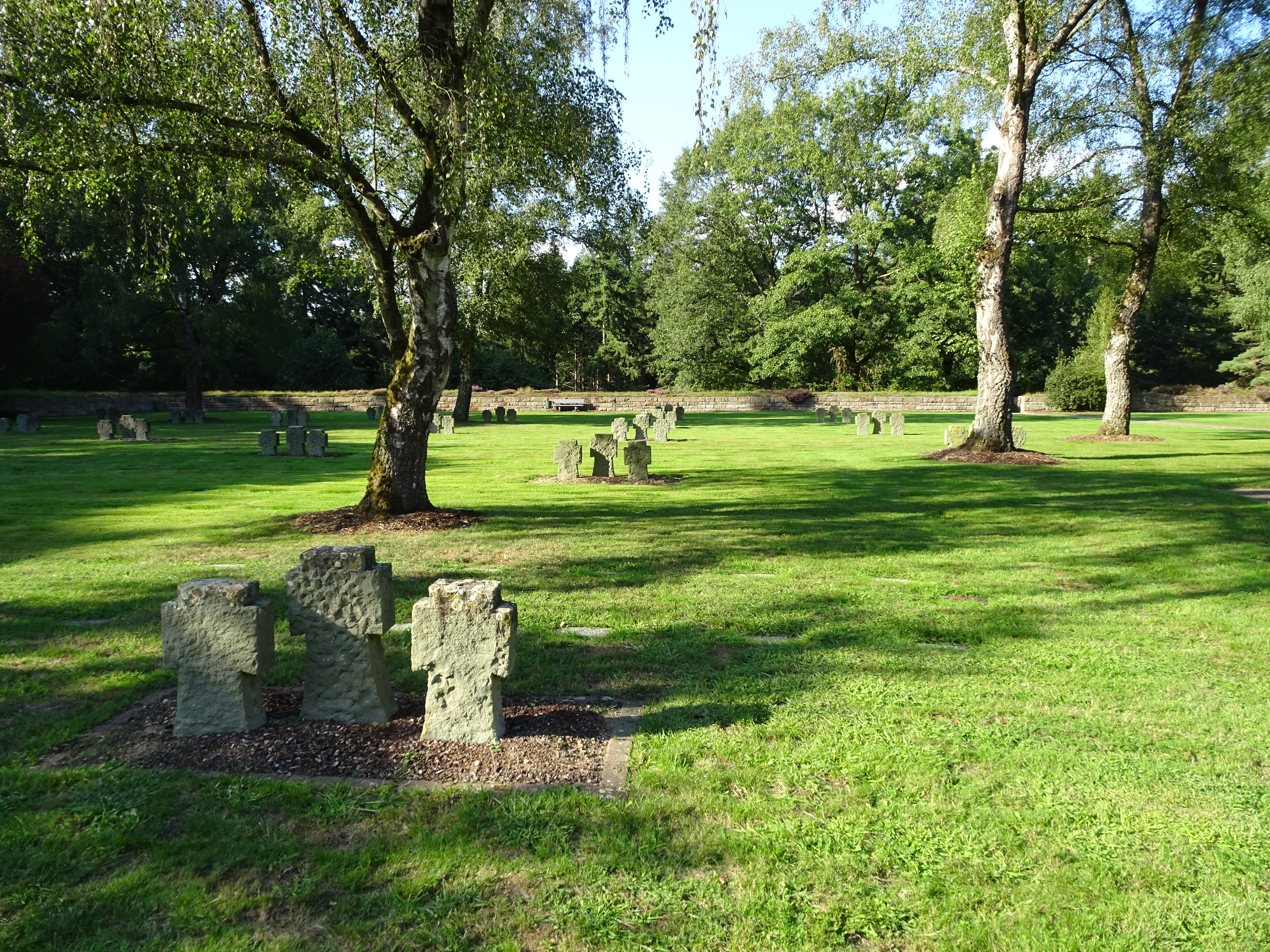
Grabkreuze
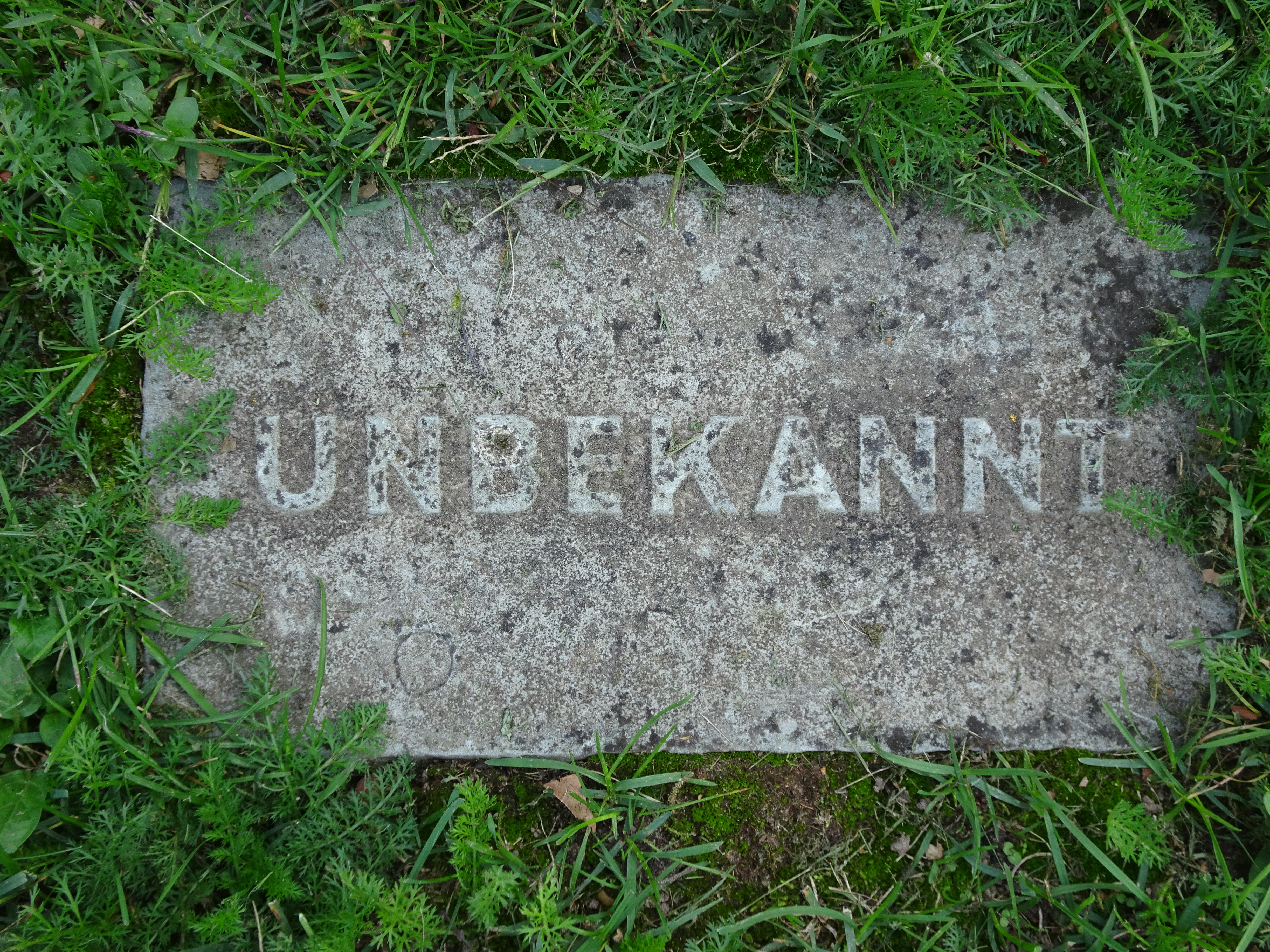
Grabmal eines unbekannten Soldaten
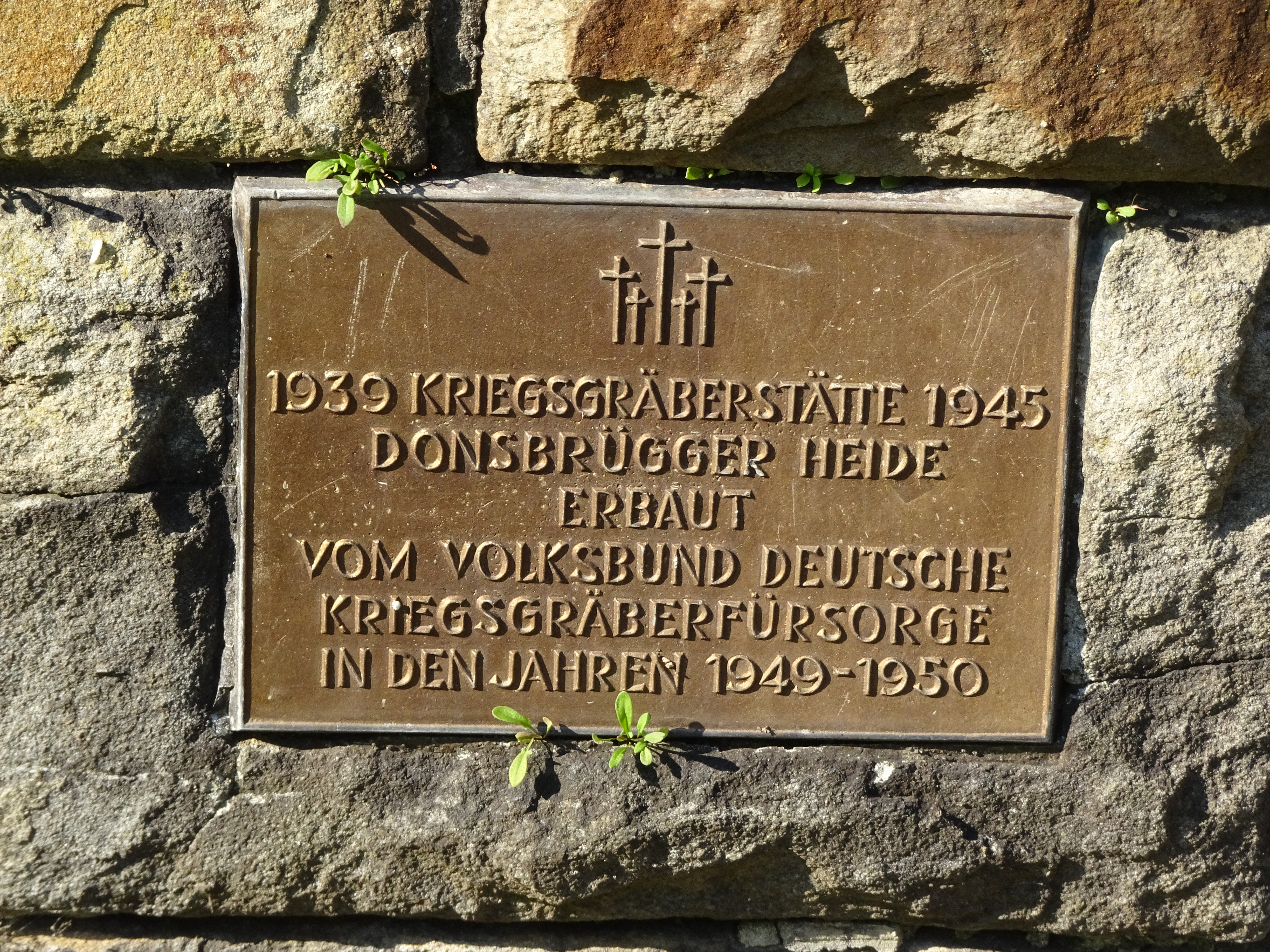
Infotafel in Relief
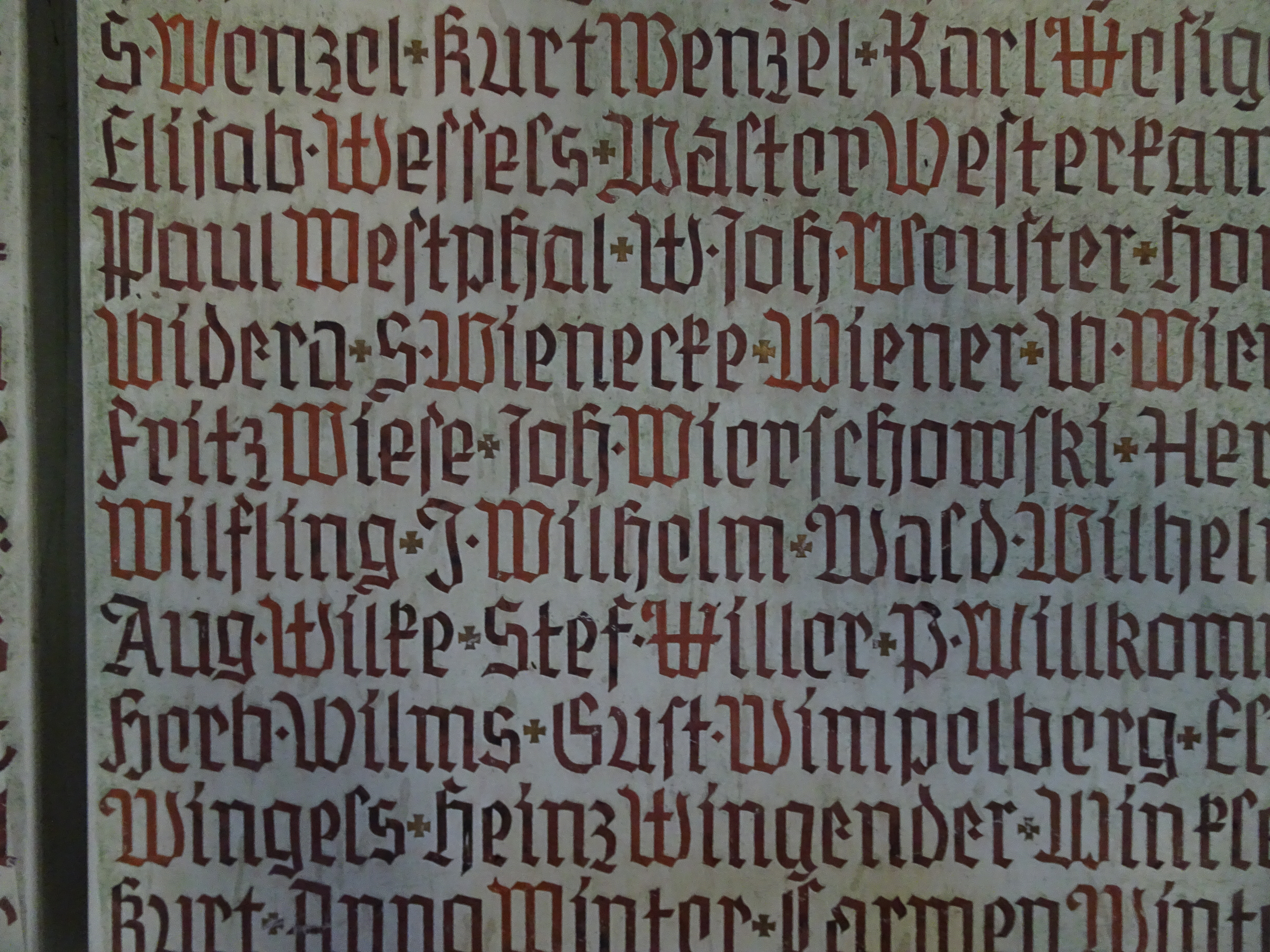
Namen der Gefallenen (Ausschnitt)